# Kepler-283
 (août 2016).
Si vous disposez d'ouvrages ou d'articles de référence ou si vous connaissez des sites web de qualité traitant du thème abordé ici, merci de compléter l'article en donnant les références utiles à sa vérifiabilité et en les liant à la section « Notes et références ».
Désignations
Kepler-283 est une étoile de la constellation du Cygne. Elle se situe à une distance d'environ ∼ 1 550 a.l. (∼ 475 pc) de la Terre.
C'est une naine orange et elle possède une masse de 0,62 M☉ et un rayon de 0,58 R☉. 

## Système planétaire
En 2014 sont découvertes deux planètes orbitant autour de Kepler-283. Elles ont été découvertes grâce à la méthode des transits par le télescope spatial Kepler. La planète Kepler-283 c est devenue populaire car elle a un indice de similarité avec la Terre (IST) très élevé (79 %) et qu'elle est située dans la zone habitable de son étoile, ce qui signifie qu'elle peut potentiellement convenir au développement d'une forme de vie. Kepler-283 c a été classée Super-Terre à la suite de la découverte de sa masse qui est bien supérieure à celle de la Terre.